# Meurtre d'Anastasia Mechtcheriakova
 (mai 2019).
Le contenu est difficilement compréhensible vu les erreurs de traduction, qui sont peut-être dues à l'utilisation d'un logiciel de traduction automatique.
Le meurtre d'Anastasia Mechtcheriakova (en russe : Анастасия Мещерякова) est l'homicide d'une fillette de quatre ans, commis le 29 février 2016 à Moscou par sa nourrice Goultchekhra Bobokoulova (Гюльчехра Бобокулова), qui s'était occupée d'elle au cours des trois années précédentes,,. Les détails du meurtre ont été largement diffusés.

## Biographie de Mechtcheriakova
Анастасия Владимировна Мещерякова
Anastasia est traumatisée à la naissance et diagnostiquée d'une lésion du système nerveux central. Les médecins prédisent que la fillette sera incapable de marcher seule. Par la suite, en 2012, Anastasia est diagnostiquée d'« une épilepsie symptomatique multifocale, d'un retard de développement psychomoteur et d'un syndrome de troubles moteurs (par type de tétraparésie centrale) ».
Ses parents, Lekaterinа Aleksandrovna et Vladimir Anatolievitch Mechtcheriakov, sont originaires de la région d'Orel et sont venus vivre à Moscou. Vladimir travaille comme programmeur dans un ministère fédéral et Lekaterinа est comptable dans une firme privée. Les parents dépensent beaucoup d'argent pour le traitement de leur fille. Ils l'ont notamment emmenée en Chine et avaient également prévu de la faire opérer en Allemagne.

## Meurtre et arrestation de la nourrice
Dans la matinée du 29 février 2016, les parents d'Anastasia, ainsi que leur fils plus âgé, quittent l'appartement de trois pièces qu'ils louent dans une maison à Moscou, laissant Anastasia seule avec sa nourrice, Goultchekhra. Après avoir attendu qu'Anastasia s'endorme, la nourrice l'étrangle,, lui coupe la tête avec un couteau de cuisine, et met la tête coupée dans un sac. Ensuite, elle brûle l'appartement à l'aide d'une lampe à huile, et sort de la maison avec le sac,.
Une alerte incendie parvient au département de Moscou du Ministère des Situations d'urgence. Pendant ce temps, Goultchekhra Bobokoulova se rend en taxi à l'entrée sud de la station de métro Oktiabrskoïe Pole, où elle déroule sur le sol un tapis de prière et, se mettant à genoux, commence à prier. Des policiers qui passent lui demandent ses papiers. Goultchekhra montre alors aux policiers la tête coupée de l'enfant, expliquant qu'elle l'a tué, et qu'elle va maintenant se faire exploser. Elle se qualifie également de terroriste, déclare qu'elle déteste la démocratie et crie « Allahu akbar ».
Après avoir évacué les environs et bloqué toutes les issues, la police arrête la nourrice,. 
Le comportement des policiers, qui se sont écartés d'elle quand elle agitait la tête et criait des slogans, a été critiqué par Sergueï Gontcharov, président de l'Association internationale d'anciens combattants de l'unité antiterroriste « Alpha ». Un policier qui a couvert la potentielle terroriste avec son corps subit lui aussi des critiques. Néanmoins, la direction de la police de Moscou a promis de le récompenser.

## Mémoriaux et funérailles
Le soir du 1er mars 2016, près de la station de métro Oktiabrskoïe Pole, un rassemblement spontané a lieu en mémoire de la fillette assassinée, avec l'appui de ses proches. Deux mémoriaux sont formés : l'un près de la station de métro Oktiabrskoïe Pole, le second à l'entrée de la maison où elle vivait ; on y apporte des fleurs, des jouets en peluche, du chocolat, des bonbons et des bougies sont allumées. Au cours de la journée, à travers les réseaux sociaux, plus de 2,5 millions de roubles sont collectés pour aider sa famille.

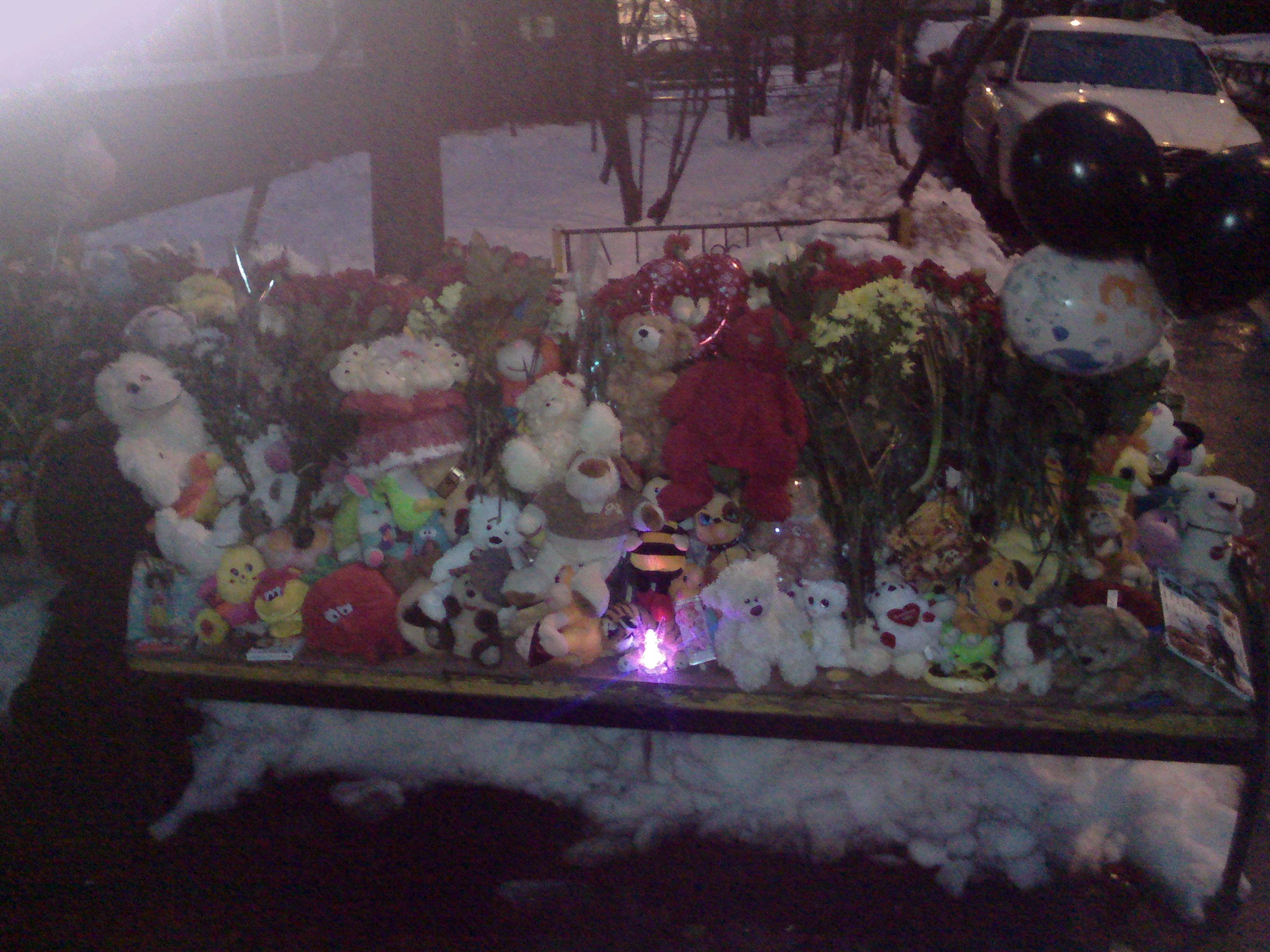
Mémorial près de la maison où Anastasia vivait.
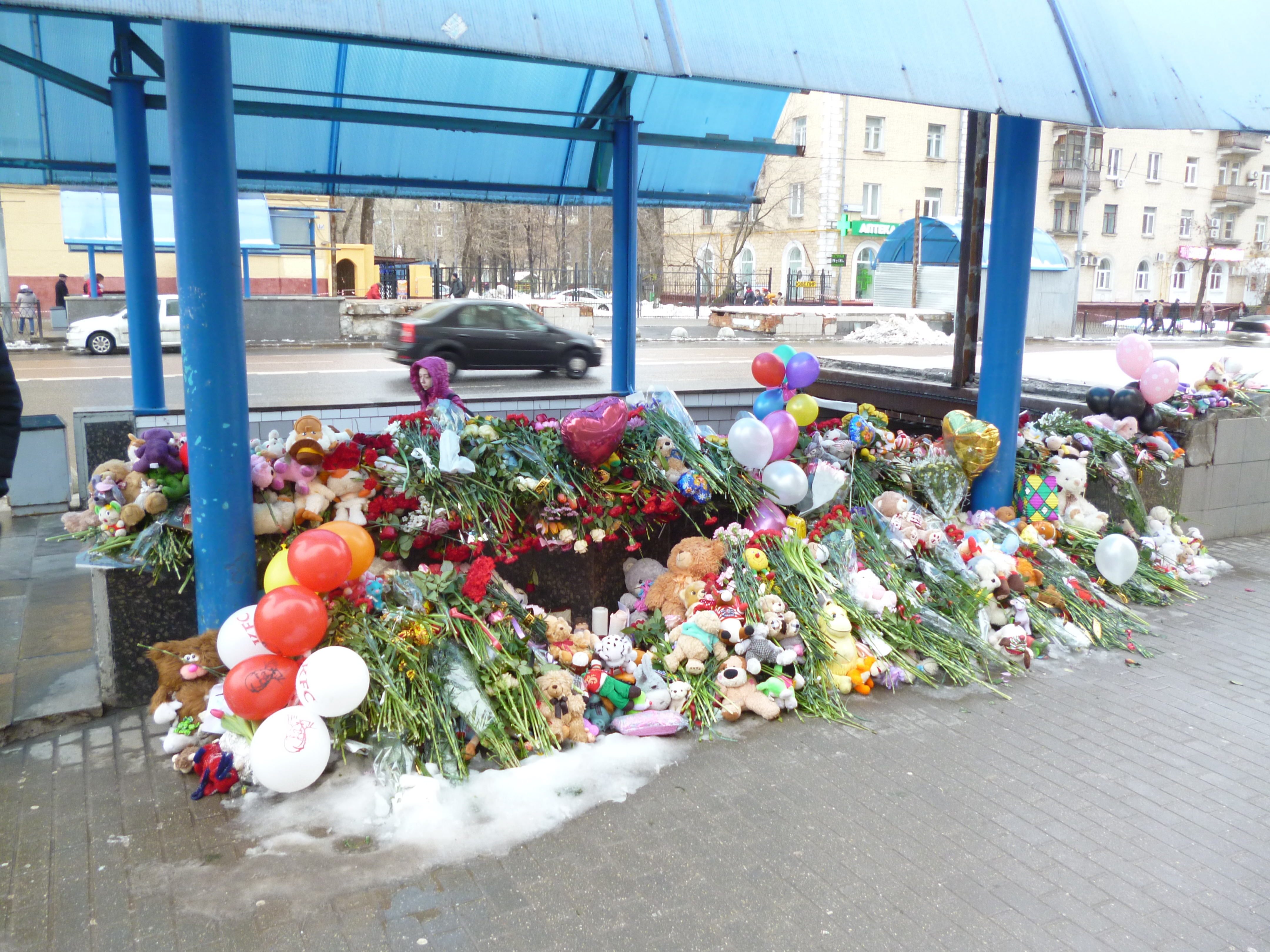
Mémorial près de l'entrée de la station de métro « Oktiabrskoïe Pole ».

Le 6 mars 2016, Anastasia Mechtcheriakova est enterrée dans la ville de Livny (région d'Orel), lieu de naissance de son père,.

## Goultchekhra Bobokoulova

### Santé mentale
Dans les médias (en référence à des conversations avec des parents, des célibataires et des fonctionnaires différents), plusieurs versions sont données sur les circonstances et le moment où elle a été diagnostiquée et quand elle a été prise en charge dans un dispensaire psychiatrique.
La preuve définitive de la maladie mentale de Bobokoulova est fournie par le ministère de l'Intérieur de l'Ouzbékistan avec l'aide de la Direction Générale à Moscou du ministère de l'Intérieur de Russie : la direction du dispensaire psycho-neurologique régional de Samarcande communique un diagnostic d'« épisode schizophrénique aigu » et un syndrome hallucinatoire.
Le psychiatre russe Fiodor Kondratiev, qui a jadis mené l'interrogatoire d'Andreï Tchikatilo, a affirmé que l'accusée était atteinte de folie. Cependant, la conclusion des médecins sur la maladie mentale de Bobokoulova a été critiquée. En effet, l'avocat Lioudmila Aïvar a noté que récemment, de nombreux auteurs de meurtres cruels ont été reconnus fous :

« Elle a planifié le crime de manière adéquate, a attendu que les parents quittent la maison, a essayé de cacher les traces du crime, puis est allée dans la rue pour exprimer ses motivations »

— Lioudmila Aïvar
Les conclusions des experts ont aussi été critiquées par l'historien slave Vadim Troukhatchiov, enseignant principal à l'Université d'État des sciences humaines de Russie, expert du conseil russe des affaires internationales:

« C'est juste de la bestialité. Bestialité, et il n'y a rien à ajouter ici. On l'estime dispensée de la peine méritée seulement parce que la nounou-tueur était autrefois traitée en Ouzbékistan de schizophrénie. Mais, je m'excuse, le fait de poser un diagnostic psychiatrique une fois ne signifie pas automatiquement une amnistie complète de la punition pour ses actions. Dans la pratique judiciaire, ils regardent l'état du délinquant diagnostiqué au moment où il a commis le crime. Si, par exemple, un tueur malade admet qu'il a reconnu avoir tué avec une cruauté particulière une personne, puis l'a démembrée, alors il est jugé sain d'esprit et puni dans toute la rigueur de la loi. L'exonération de la responsabilité pénale avec l'envoi subséquent au traitement obligatoire ne s'ensuit que si le maniaque psychotique au cours de toutes les enquêtes a déclaré qu'il n'avait pas tué la personne mais parlé avec lui et que la victime n'était pas une personne mais un extraterrestre. Goultchekhra Bobokoulova peut souffrir de schizophrénie, mais elle commet le meurtre brutal d'un enfant handicapé. Elle a même justifié son atrocité : en disant qu'elle voulait se venger de Poutine pour l'opération spéciale en Syrie. Tous les djihadistes justifient leurs crimes de la même manière. »

— Vadim Troukhatchiov

### Travail à Moscou
Goultchekhra est partie à Moscou et y a travaillé longtemps dans un magasin de légumes (où elle triait les oignons), puis a vendu des fruits et des légumes sur un marché. Avant le meurtre, Goultchekhra travaillait comme nourrice chez la famille Meshcheryakovs depuis 3 ans.
Fin 2015, Goultchekhra est retournée dans sa patrie en Ouzbékistan pour renouveler son passeport. Là, son mari lui apprend qu'il s'est marié avec une autre femme, et il lui propose de rencontrer sa deuxième épouse. Après son retour en Russie à la fin du mois de janvier 2016, elle a commencé à enregistrer les migrations dans le Sud-est de Moscou, mais le brevet pour le travail n'a pas été reçu[incompréhensible].

### Famille
Son père est Bakhretdin Turaïev. Il est âgé de 62 ans, a 6 filles, 19 petits-enfants et un arrière-petit-fils. Son premier mari s'appelait Radmir. Il l'avait quittée en 2000, quand Goultchekhra a été diagnostiquée. Ils ont divorcé officiellement en 2002,. De son premier mari, Goultchekhra a donné naissance à trois fils :
1. Rakhmatillo Ashurov, 19 ans, vivait auparavant à Moscou et travaillait au marché. À la fin de novembre 2015, il est retourné en Ouzbékistan. Dans la soirée du 29 février, il a été arrêté à Samarcande[24],[32];
2. Le fils cadet a 18 ans, il a fait des études de tourisme à l'Université. Sa mère l'a élevé 1 an et demi. Ensuite, il a grandi dans la famille de la sœur du beau-fils du père[24];
3. Le plus jeune fils, né en 2000, vivait avec les parents de Goultchekhra. Il se préparait à aller à l'école technique[24].

C'est à Moscou que Goultchekhra a rencontré son deuxième mari, Sukhrob Muminov, qui travaillait comme vendeur dans un centre commercial.  Selon le père de Goultchekhra, ils se sont mariés à Samarcande et ont vécu ensemble pendant un peu plus de deux ans. 5 ans et demi après, Goultchekhra a découvert qu'il la trompait avec une femme russe et ils ont divorcé,.
En mars 2014, Goultchekhra a rencontré Mamur Djurakoulov à Moscou, alors âgé de 48 ans. Ils se sont ensuite mariés selon le rite musulman.

## Collecte d'argent et dommages matériels
Le 3 mars 2016, la direction spirituelle des musulmans (ru) de Moscou annonce une collecte d'argent dans les mosquées de Moscou pour la famille de la fillette assassinée,. En outre, cette collecte d'argent pour ses parents est difusée sur le réseau social Facebook. En quelques jours, plus de 4 millions de roubles sont collectés. Par la suite, l'appartement brûlé, dans lequel le meurtre a été commis, est vendu aux proches de Goultchekhra Bobokoulova. Des rénovations ont eu lieu dans cet appartement.
Grâce aux dons recueillis, les parents de la défunte ont racheté un appartement dans le même district de Moscou.
Selon l'enquête, les dommages matériels causés par Goultchekhra Bobokoulova sont estimés à 6,5 millions de roubles, dont 5 millions pour les dommages à la propriété des Mechtcheriakov et 1,5 million pour les dommages à la propriété de la propriétaire de l'appartement Svetlana Skatchkova.[pas clair]
L'action civile des Mechtcheriakov, déclarée à Bobokoulova dans l'affaire pénale le 24 novembre 2016, a été rejetée par la juge pour des raisons de procédure - parce que Bobokoulova a été libérée de la responsabilité pénale sur la base de l'examen, qui a constaté qu'elle a commis le crime dans un état de démence. Le procès civil dans le cadre de l'examen de l'affaire pénale devant le tribunal n'était pas soumis à l'examen en vertu du code de procédure pénale de la fédération de Russie (ru)[style à revoir].

## Couverture du crime à la télévision russe
Les trois plus grandes chaînes de télévision - Pervi Kanal, Rossiya 1 et NTV, ainsi que Rossiya 24, Pétersbourg TV-5, Obchtchestvennoïe televidenie Rossii (ru), TV Centre et Moskva 24 (ru) - n'ont pas diffusé d'informations concernant le meurtre. Par contre, dès le jour du meurtre, le crime a été activement couvert sur les canaux LifeNews (ru), RBK et MIR. Deux nouvelles sur cet événement ont été faites par la chaîne de la télévision Zvezda, et un numéro de nouvelles par la chaîne REN. Les chaînes de télévision qui n'ont pas diffusé de nouvelles de l'histoire du meurtre ont publié des informations sur le meurtre sur leurs sites Web. Le porte-parole du président russe, Dmitri Peskov, a déclaré à cet égard que le Kremlin n'a pas donné d'instructions pour masquer le meurtre, et la décision de « silence » sur ce sujet a été prise par la direction des chaînes de télévision indépendamment. Cependant, les chaînes de télévision elles-mêmes ont refusé de répondre à la question de savoir pourquoi elles n'ont pas montré d'informations sur le meurtre dans les programmes de nouvelles télévisées dans les premières heures,,,.
À cet égard, la fondation anti-corruption a déposé une demande auprès du Comité d'enquête de la Russie demandant la vérification et l'ouverture d'une affaire pénale en vertu de l'article 144 du code pénal de la fédération de Russie sur l'entrave à l'activité professionnelle légitime des journalistes.
Dans un article paru dans le magazine de Tokyo The Diplomat de mars 2016, l'attention a été attirée sur la différence entre l'approche de Pervi Kanal pour la couverture de l'histoire fictive sur la crucifixion d'un garçon de Sloviansk et le véritable meurtre d'Anastasia Mechtcheriakova, qui n'a pas beaucoup retenu l'attention. La couverture de ces deux événements a également été comparée avec celle du journal français Le Figaro,.

## Enquête
À la demande des autorités russes chargées de l'enquête, le Ministère des affaires intérieures de l'Ouzbékistan a rassemblé des informations opérationnelles dans lesquelles les proches de Bobokoulova ont été interrogés, y compris le fils aîné détenu, qui n'a pas été inculpé. Le journal Moskovski Komsomolets, se référant aux enquêteurs de l'Ouzbékistan, a rapporté que lors de l'interrogatoire, son fils aîné, Rakhmatillo, a parlé de l'impact sur Bobokoulovа de son cohabitant Mamur Djurakoulov, qui a été arrêté au Tadjikistan. C'est après avoir rencontré Djurakoulov que Goultchekhra a déclaré le désir d'aller vivre en Syrie, où dans l'État Islamique, elle serait libre de porter la burqa, de vivre selon les lois de la charia et d'enseigner les lois de l'islam.
Le 2 mars 2016, la juge du tribunal de district Presnenski à Moscou, Tatiana Vasioutchenko, a décidé d'arrêter Bobokoulova jusqu'au 29 avril 2016,. Avant le procès, Goultchekhra a dit qu'elle avait tué la fillette parce qu'Allah le lui avait ordonné. Plus tard, lors de l'interrogatoire, elle a déclaré qu'elle l'avait fait pour se venger de Poutine pour les bombardements en Syrie.
Bobokoulova a dû subir un examen psychiatrique pendant un mois à l'Institut de psychiatrie judiciaire du nom de Serbski (ru). Il a été noté que dans le cas de la preuve de l'état mental de Bobokoulova au moment de la commission du crime et de l'identification de ses recruteurs, l'affaire pourrait être requalifiée en vertu de l'article 205 du code pénal de la fédération de Russie - comme une attaque terroriste.
Le 10 mars 2016, Bobokoulova a été transférée pendant 30 jours à l'unité d'hospitalisation psychiatrique de l'hôpital psychiatrique de le сentre de détention Boutyrka,.
Le 27 avril 2016, l'examen psychiatrique de Bobokoulova, qui s'est tenu à l'Institut de psychiatrie judiciaire de Serbski[Quoi ?], a été achevé et ses résultats n'ont pas été rendus publics sous prétexte de protéger le secret de l'enquête et le secret médical. À la fin de l'examen, Bobokoulova a été renvoyée dans l'hôpital psychiatrique du centre de détention. Selon Interfax, la femme ne comparaîtra pas devant le tribunal, car elle est déclarée folle et a besoin d'un traitement obligatoire.
Le 25 mai 2016, le tribunal de district Presnenski à Moscou a tenu audience, à la suite de laquelle le juge Naïdionov a prolongé la détention de Bobokoulova jusqu'au 29 juillet 2016, l'arrestation a ensuite été prolongée jusqu'au 29 octobre 2016[réf. souhaitée], puis jusqu'au 4 avril 2017.

## Tribunal
Le procès de Goultchekhra Bobokoulovа a eu lieu le 24 octobre 2016 au tribunal du district Khorochiovski à Moscou. Son examen psychologique et psychiatrique, mené lors de l'enquête préliminaire, a conclu que cette dernière avait un trouble mental chronique. Bobokoulova lors du procès a reconnu sa culpabilité. Il s'est déroulé en privé - les victimes ont été interrogées. Bobokoulova a été inculpée des articles de « meurtre d'un jeune », « destruction intentionnelle d'un bien appartenant à un tiers » et « faux rapport délibéré sur l'explosion ». Sur la base de la conclusion tirée dans le cadre de l'examen psycho-psychiatrique, le procureur a demandé au tribunal la nomination de mesures médicales de contrainte pour Bobokoulova. La juge du tribunal de district Khorochiovski à Moscou, Victoria Koteneva, a reconnu Goultchekhra Bobokpulova coupable de meurtre, de destruction délibérée de biens et de rapport délibérément faux d'acte terroriste, l'a libérée de la responsabilité pénale pour cela sur la base de l'examen qui a établi la présence chez elle d'un trouble mental, et l'a envoyée pour hospitalisation sans consentement. Le procureur et son avocat ne s'y sont pas opposaient.